# Girardo de Rossilhão
Girardo de Roussillon (Gerardo, Girardo, Gyrarto) (?? - 877), também conhecido sob os nomes de Girardo de Vienne ou Gerardo II de Paris é um nobre franco, conde de Paris e conde de Vienne.

## Biografia
Girardo é o filho de Leutardo I (conde de Fezensac e de Paris) e de Grimaut, uma princesa da borgonha.
De acordo com René Poupardin, desposou em data desconhecida, mas antes de 818, Berta, uma filha de Hugo, o conde de Tours e a irmã de Emengarda de Tours. Com essa união, Girardo agora é o cunhado do imperador Lotário I e obtém como primeiro cargo a administração da Avallonnais e de Lassois. Deste casamento não nasceu alguma descendência masculina e apenas uma filha é conhecida, Eva.
Durante o exercício de seu primeiro cargo, ele adquire vários domínios na região entre 815 e 827: uma casa senhorial e uma igreja em outubro de 818, e, especialmente, no dominío da Vezeliacum entre 820 e 830. Estas terras, que correspondem hoje a Vézelay, eram de propriedade de Luís, o Piedoso , e são dadas como um sinal de favor a Girado.

### Fiel de Luís, o Piedoso
Ele organiza a reconciliação do rei com seus filhos e acede por volta de 838 ao título de conde de Paris, que detinha já seu pai Leutardo I morto em 816. René Poupardin relata que ele intervém previamente na Itália, como missi. Girardo, permanece fiel ao rei da Aquitânia, Luís, o Piedoso , até à sua morte, em 840.

### Fiel a Lotário I (834-855)
Aquando da divisão do império entre os três herdeiros de Luís, o Piedoso, no tratado de Verdun, Girardo escolhe dar o seu apoio a Lotário I. No seguimento de seu apoio ao futuro imperador, ele segue o imperador para Aix-la-Chapelle, e recebe o título de conde palatino, mas perde o condado de Paris, porque este território depende agora, de Carlos, o Calvo.
Em 844, Girardo de Roussilhão, recebe o ducado de Lyon, que inclui o condado de Vienne e Lyon para garantir o comando militar e repelir as incursões dos Sarracenos, que, desde 842 saqueiam a região de Arles, até ao rio Ródano.
Após dois anos, em 846, ele acompanha Lotário numa expedição contra os Muçulmanos que sitiavam Roma.
Após ter recebido o Ducado de Lyon, Girardo de Roussillhão continua a investir no norte do Reino da França. Assim, em 852, ele compra terras em Fontenay e Dornecy na Borgonha.

### Homem forte de Carlos de Provença (855-863)

Divisão do império de Lotário I, após o tratado de Prüm.

Em 855, lotário I escolhe abandonar o trono e dar o "reino da Provença" (também conhecido como Bourgogne Cisjurane) a seu herdeiro Carlos da Provença. Mas este último é uma criança frágil e fraca de espírito, o verdadeiro mestre do reino é portanto, este seu preceptor o conde Girardo, regente do Lyonnais e do Viennois , por oito anos.
Em 859, foi concluído um tratado entre Lotário II da Lotaríngia, e seu irmão Carlos da Provença, nos termos dos quais, este último reconhece seu irmão como herdeiro.
Em 858-859, fiel à sua política favorável à Igreja, Girardo funda as abadias de Potières e de Vézelay. Ele doa este último mosteiro por uma carta à Santa sé. Esta doação é aceite pelo papa Nicolau I em maio de 863 e confirmada por Carlos, o Calvo, a 7 de janeiro de 868 após uma entrevista em Pouilly-sur-Loire. A abadia de Potières é dada aos monges que são colocados sob a regra de São Bento, com as receitas provenientes dos territórios possuídos por Girardo perto de Sens e de Troyes. A abadia de Vézelay, por sua vez, é dada aos religiosos sujeitos à mesma regra, mas com rendimentos a partir de várias aldeias em torno de Vézelay : Dornecy, Fontenay e Montillot.
Em 860, Girardo de Rossilhão pára diante de Valência, os viquingues que, após terem saqueado a Camarga, voltam ao rio Ródano.
No outono de 861, Girardo também defende o reino contra as pretensões de Carlos, o Calvo, este último avança até Macon, sem exceder esse limite.

### Homem forte, de Lotário II (863-869)
À morte de Carlos da Provença em 863, o irmão deste último, o imperador Luís II, o Jovem, chega primeiro para conceder a Provença. Lotário II da Lotaringia chega tarde demais e não pode fazer aplicar o acordo de 859. No entanto, este último recupera as províncias setentrionais, como quem diz, o antigo ducado de Lyon e Girardo obtem a suberania sobre os condados de Lyon, reagrupados no ducado de Lyonnais. Girardo torna-se então o primeiro conselheiro de Lotário. Ele o apoia contra aspretensões de Carlos, o Calvo, associando-se mesmo neste assunto com os Aquitânos, rebeldes, também, ao domínio francês.
No mesmo ano Girardo obtém do papa Nicolau I, a despeito da oposição dos Carolíngios, a toma sob a proteção do papa do mosteiro de Vézelay, que ele tinha fundado em suas terras, na borgonha.
Em 868, Girardo opõe-se novamente ao rei Carlos, o Calvo a propósito da herança do condado de Bourges e de suas abadias.

### Expulso da Provença por Carlos, o Calvo (870)

O tratado de Meerssen que partilha a Lotaríngia entre Carlos, o Calvo e Luís II, o Germânico.

Em agosto de 869, após a morte de Lotário II da Lotaríngia e no seguimento do tratado de Meerssen , que organiza a sua sucessão, Carlos, o Calvo negoceia com o seu meio-irmão Luis II, o Germânico, e obtém o condado de Lyon e aquele de Vienne. Girardo recusa-se a compartilhar e entra em rebelião contra Carlos, o Calvo. O rei da França ocidental marcha rapidamente com o seu exército sobre Lyon, que não resiste e, em seguida, sobre Vienne. Vienne, cuja defesa é liderada por Berta, a esposa de Girardo, resiste durante vários meses, mas as tropas reais devastam o campo. Girardo acorre e pede uma capitulação honrosa.
Esta demanda é aceite e Girardo cede então Vienne a Carlos, o Calvo, que toma posse na véspera de Natal do ano de 870. Carlos, o Calvo, incorpora, em seguida, o Lyonnais e o Viennois, em seu reino, e em janeiro de 871, ele nomeia Bosão V da Provença, governador do Lyonnais e do Viennois, cargo ocupado até então por Girardo.
Por seu lado, Girardo e sua esposa retiram-se para Avinhão, que tinha sido a sua antiga fortaleza. Além disso, para evitar a aquisição de suas propriedades localizadas na Borgonha, por Carlos, o Calvo, os dois cônjuges decidem fundar dois mosteiros e colocá-los sob a proteção do Papa, de modo que eles se tornam invioláveis.
Berta morreu em 873 e Girardo em 877. Eles estão enterrados na abadia de Pothières ao lado de seu filho Teodorico.